# 愛媛県道234号大洲保内線
愛媛県道234号大洲保内線 （えひめけんどう234ごう おおずほないせん）は、愛媛県大洲市から八幡浜市に至る一般県道である。

## 概要
大洲市大洲から八幡浜市日土町に至る。大洲・八幡浜市境は横野峠となっている。

### 路線データ
- 起点：大洲市大洲（片原町交差点、国道56号交点、国道441号起点）
- 終点：八幡浜市日土町（愛媛県道28号長浜保内線交点）

## 路線状況

### 道路施設

#### 橋梁
- 平地橋（久米川、大洲市）

## 地理

### 通過する自治体
- 愛媛県
  - 大洲市 - 八幡浜市

### 交差する道路
| 交差する道路                                     | 市町村名 | 交差する場所 | 交差する場所        |
| ------------------------------------------------ | -------- | ------------ | ------------------- |
| 国道56号 国道197号 重複 国道380号 重複 国道441号 | 大洲市   | 大洲         | 片原町交差点 / 起点 |
| 愛媛県道248号瀬田八多喜停車場線                  | 八幡浜市 | 日土町       |                     |
| 愛媛県道28号長浜保内線                           | 八幡浜市 | 日土町       | 終点                |

### 交差する鉄道
- 予讃線

### 沿線
- 大洲市役所
- 大洲郵便局
- 大洲税務署
- 大洲城跡
- 松山地方裁判所大洲支部
- 松山地方検察庁大洲支部
- 愛媛県立大洲高等学校
- 大洲市立大洲南中学校
- 大洲市立大洲小学校
- 大洲市立大洲幼稚園
- JR四国予讃線
  - 西大洲駅 - 伊予平野駅
- 大洲病院
- 大洲市立平野小学校
- 大洲市立平野中学校
- 八幡浜市立日土東小学校
- 新道郵便局

### 峠
- 横野峠（大洲市 - 八幡浜市）